# Epicè
Els substantius epicens* (del grec ἐπίκοινος, 'comú') són aquells que designen éssers sexuats, que no tenen flexió de gènere i que poden designar indistintament individus d'ambdós sexes o de diferents gèneres socials. En català, són exemples de substantius epicens bebè, nadó, persona o víctima. Els substantius epicens, doncs, es distingeixen dels substantius invariables pel fet que no admeten concordança en ambdós gèneres, sinó només amb un (les formes * la bebè o * el víctima, per exemple, són agramaticals). Així, serien substantius invariables mots com ara membre (el membre/la membre) o molts d'adjectius substantivats (p. ex., el responsable/la responsable, el professional/la professional).
L'ús d'aquests substantius, tant dels epicens com dels invariables, és recomanat per diverses guies de llenguatge inclusiu per tal d'evitar alhora l'ús del masculí genèric, considerat androcèntric per alguns, i dels doblets binaris, que exclouen les persones no-binàries.
Més enllà dels substantius referits a persones, també hi ha noms epicens referits a animals. En serien exemples mots com balena o goril·la. En aquests casos, quan cal distingir el sexe de l'individu se sol aposar al substantiu el mot mascle o femella. Quan això s'esdevé, però, es manté la concordança amb el gènere gramatical; així, p. ex., hom diria un goril·la femella petit.
Així mateix, hi ha algunes classes de noms referits a animals en què l'oposició masculí/femení no remet pas a la distinció de sexe, sinó que cal tractar-los com a sinònims: granot i granota, rat i rata, etc. En d'altres casos, les formes masculina i femenina remeten a espècies diferents: cuc i cuca, lluç i lluça, etc. Aquestes dues classes de noms també es poden considerar epicens, perquè «poden designar indiferentment els individus mascles i femelles d’una espècie».